# 扬·赫特尔
扬·赫特尔（捷克語：Jan Hertl，1929年1月23日—1996年5月14日），捷克男子足球运动员，司职中场。他曾代表捷克斯洛伐克国家队参加1954年和1958年国际足联世界杯，两届比赛均止步小组赛阶段。